# ERCC8
 Белок эксцизионной репарации ДНК ERCC-8  — белок, кодируемый  у человека геном  ERCC8 . 
Этот ген кодирует белок WD повторов, который взаимодействует с белками синдрома Коккейна типа B (CSB) и белком p44 , причем последний — субъединица РНК-полимеразы II, фактор транскрипции II Н. Мутации в этом гене были идентифицированы у пациентов с наследственной заболеванием синдром Коккейна (CS). Клетки CS аномально чувствительны к ультрафиолетовому излучению и неполноценны в репарации транскрипционно активных генов. Были найдены несколько вариантов транскриптов альтернативного сплайсинга, кодирующих различные изоформы для этого гена. 

## Взаимодействия
ERCC8, как было выявлено, взаимодействует с XAB2. 